# Coupe de Suisse féminine de football 2017-2018
Navigation
Édition précédente Édition suivante
La Coupe de Suisse féminine 2017-2018 est la 42e édition de la Coupe de Suisse féminine de football, organisée par l'Association suisse de football (ASF).

## Déroulement
Il s'agit d'une compétition à élimination directe. Les clubs de LNA, LNB et 1re ligue sont inscrits d'office, les autres se qualifient via leurs associations régionales. Le vainqueur du trophée fair-play est qualifié pour le 1er tour principal.

## Huitièmes de finale
Les rencontres ont lieu le samedi 4 novembre 2017 et le dimanche 5 novembre 2017.
| Date       | Club                         | Score     | Club              |
| ---------- | ---------------------------- | --------- | ----------------- |
| 04/11/2017 | Servette FC Chênois (LNB)    | 2-2 (7-6) | Young Boys (LNA)  |
| 04/11/2017 | FC Bülher (1re ligue)        | 0-2       | FC Luzern (LNA)   |
| 04/11/2017 | FC Bâle (LNA)                | 1-1 (2-1) | Grasshopper (LNA) |
| 04/11/2017 | Rapperswil-Jona (LNB)        | 2-1       | Walperswill (LNB) |
| 04/11/2017 | FC Luzern Frauen (1re ligue) | 2-1       | FC Aarau (LNB)    |
| 05/11/2017 | FC Gossau (1re ligue)        | 0-2       | FC Yverdon (LNA)  |
| 05/11/2017 | Thun Berner Oberl. (LNB)     | 0-5       | FC Zürich (LNA)   |
| 05/11/2017 | FC Therwil (LNB)             | 1-2       | FC Lugano (LNA)   |

## Quarts de finale
Les rencontres ont lieu le samedi  17 mars 2018
| Date       | Club                         | Score     | Club                      |
| ---------- | ---------------------------- | --------- | ------------------------- |
| 17/03/2018 | FC Luzern (LNA)              | 3-3 (7-8) | FC Lugano (LNA)           |
| 17/03/2018 | FC Luzern Frauen (1re ligue) | 0-5       | Servette FC Chênois (LNB) |
| 17/03/2018 | FC Zürich (LNA)              | 4-2       | FC Bâle (LNA)             |
| 17/03/2018 | Rapperswil-Jona (LNB)        | 1-2       | FC Yverdon (LNA)          |

## Demi-finales
Les rencontres ont lieu le samedi  21 avril 2018
| Date       | Club                      | Score | Club            |
| ---------- | ------------------------- | ----- | --------------- |
| 21/04/2018 | FC Yverdon (LNA)          | 0-1   | FC Lugano (LNA) |
| 21/04/2018 | Servette FC Chênois (LNB) | 2-3   | FC Zürich (LNA) |

## Finale
| 2 juin 2018 | FC Lugano | 0 - 1   | FC Zürich    | Tissot Arena, Bienne |                   |
|             |           | (0 - 0) | Stierli 108e | Spectateurs : 624    | Spectateurs : 624 |